# Renzo Nostini
Renzo Nostini (* 27. Mai 1914 in Rom; † 1. Oktober 2005 ebenda) war ein italienischer Fechter.

## Erfolge
Renzo Nostini wurde mit der Florett-Mannschaft fünfmal Weltmeister: 1937 in Paris, 1938 in Piešťany, 1949 in Kairo, 1950 in Monte Carlo und 1954 in Luxemburg. Zudem wurde er 1949 in Kairo Weltmeister mit der Säbel-Mannschaft sowie im Florett-Einzel 1950 in Monte Carlo. Dazu kommen jeweils drei Silbermedaillen mit der Florett- und der Säbel-Mannschaft und eine weitere im Florett-Einzel. Mit dem Säbel gewann er im Einzel 1955 in Rom Bronze. Er nahm an zwei Olympischen Spielen teil: bei den Olympischen Spielen 1948 in London erreichte er mit der Florett-Mannschaft ungeschlagen die Finalrunde, in der die italienische Equipe sämtliche Partien außer die gegen Frankreich gewann und damit den zweiten Platz belegte. Neben Edoardo Mangiarotti, Saverio Ragno, Manlio Di Rosa, Giorgio Pellini und seinem Bruder Giuliano Nostini erhielt er somit die Silbermedaille. Mit Gastone Darè, Aldo Montano, Vincenzo Pinton, Mauro Racca, Carlo Turcato wurde er im Mannschaftswettbewerb mit dem Säbel ebenfalls Zweiter. 1952 wiederholte er in Helsinki diesen Erfolg mit der Florett-Mannschaft, zu der dieses Mal Giancarlo Bergamini, Edoardo Mangiarotti, Giuliano Nostini, Manlio Di Rosa und Antonio Spallino gehörten. Erneut erwies sich lediglich die französische Mannschaft als zu stark. Und auch mit der Säbel-Mannschaft belegte Nostini den zweiten Rang und holte mit Gastone Daré, Roberto Ferrari, Giorgio Pellini, Vincenzo Pinton, Mauro Racca hinter Ungarn Silber.